# Banco Mercantil Santa Cruz
Banco Mercantil Santa Cruz, también conocido como BMSC, es un banco boliviano con sede central en la ciudad de La Paz. Es el banco más grande de Bolivia en términos de activos. Banco Mercantil Santa Cruz proporciona sus productos y servicios a través de 118 sucursales bancarias, más de 470 ATMs, centros de llamada, y plataformas bancarias móviles y en línea. Fue creado en 2006 como resultado de la fusión de Banco Mercantil y Banco de Santa Cruz de la Sierra fundados en 1905 y 1966 respectivamente.

## Historia

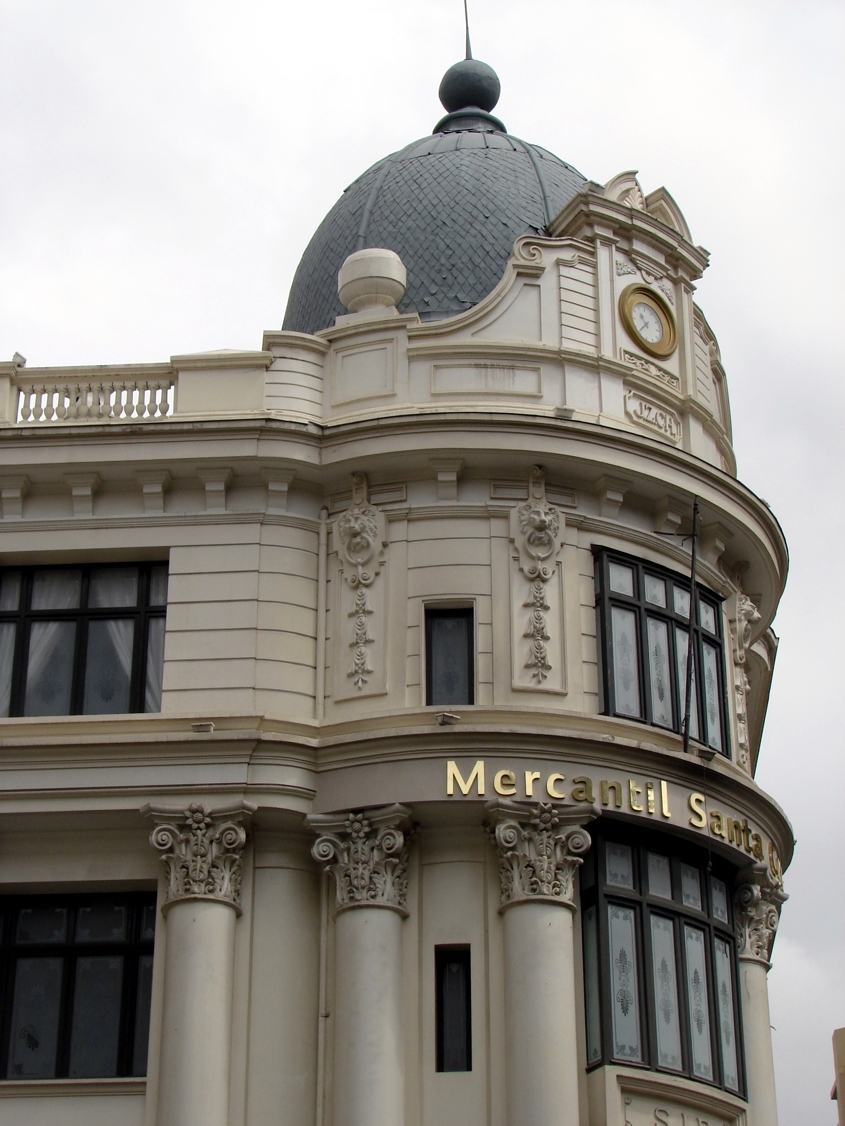
Edificio histórico del Banco Mercantil Santa Cruz.

### Banco Mercantil
La historia del Banco Mercantil se remonta al 11 de diciembre de 1905, cuando el magnate boliviano Simón I. Patiño (considerado una de las personas más ricas del mundo al momento de su muerte) fundó el Banco Mercantil bajo autorización del entonces Congreso de Bolivia.  
La primera sede central del banco fue establecida en la ciudad de Oruro, que en esa época fue el centro minero más importante del país. El Banco Mercantil inició sus operaciones con un capital inicial de £ 1.000.000 en oro físico que fue trasladado de Londres a Oruro.
Bajo esas condiciones, el Banco Mercantil abrió oficialmente sus puertas al público el 1 de diciembre de 1906, inaugurando asimismo sucursales en las ciudades de La Paz, Cochabamba, Sucre, Potosí, Santa Cruz de la Sierra y Antofagasta. 
En 1907, Bolivia sufrió una crisis económica debido a la crisis financiera global que ocurrió ese año. Como consecuencia, muchas compañías mineras fracasaron, afectando directamente a los negocios que el banco mantenía en esa época, con la industria más importante del país. Después de la crisis, Patiño realizó un incremento significativo de capital al banco para sacarlo a flote. En 1910, Banco Mercantil se convirtió en el banco más grande de Bolivia, superando al Banco Nacional de Bolivia, establecido en 1832.
En 1926, Banco Mercantil trasladó su sede a La Paz, la sede de gobierno de Bolivia. En 1947, tras el fallecimiento de su fundador, Simón I. Patiño, las acciones del banco fueron transferidas por sus herederos a la Fundación Universitaria Patiño. Acontecimientos como la revolución de 1952, así como el poco interés de sus propietarios resultaron en la venta de sus acciones.
En 1968, las acciones fueron posteriormente compradas por un grupo de inversores privados en Bolivia, liderados por el empresario, Javier Suazo. Hasta 2006, Banco Mercantil fue el banco privado más grande de Bolivia.

### Banco Santa Cruz

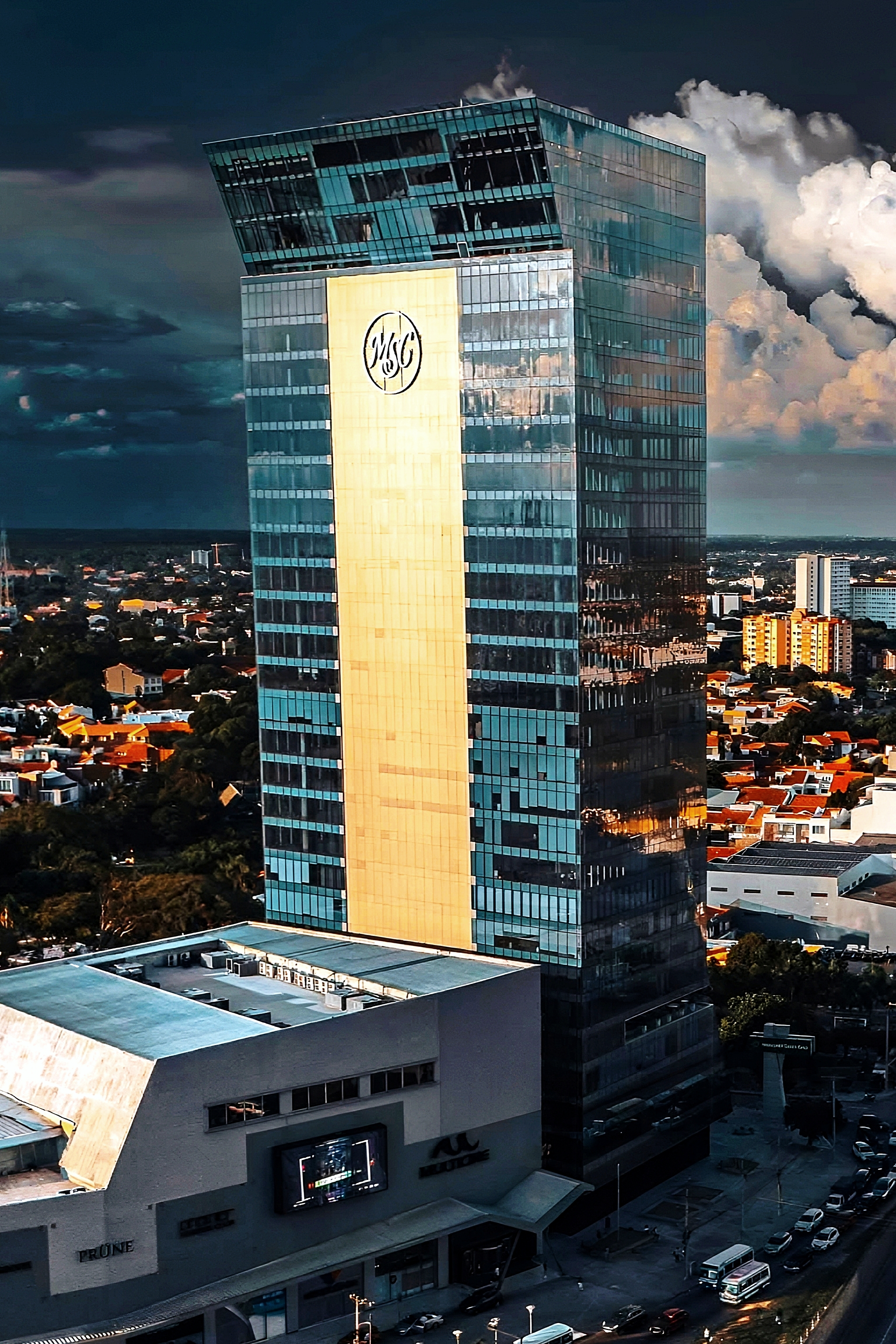
Torre del Banco Mercantil en Santa Cruz de la Sierra

El 24 de septiembre de 1966, tras la autorización de la Superintendencia de Bancos e Instituciones Financieras de Bolivia, el Banco de Santa Cruz de la Sierra S.A. fue oficialmente inaugurado en la ciudad de Santa Cruz de la Sierra. En julio de 1992, su nombre corporativo fue cambiado a Banco Santa Cruz S.A. La empresa expandió rápidamente su red de sucursales a las principales ciudades de Bolivia, incluyendo La Paz, Cochabamba, Oruro, Sucre y Tarija. En aquella época, Banco Santa Cruz fue una de las instituciones financieras más innovadoras del país: fue la primera institución en Bolivia en implementar la banca en línea, además de establecer agencias autobanco, asimismo fue el primer banco en contar con una red sólida de cajeros automáticos distribuidos a nivel nacional.
El 12 de julio de 1998, el 90% de las participaciones de Banco Santa Cruz S.A. fueron vendidas al banco español Banco Central Hispano. En enero de 1999, Banco Central Hispano se fusionó con Banco Santander, creando una institución financiera nueva que se llamó Banco Santander Central Hispano (BSCH). A octubre de 2001, Banco Santander Central Hispano tuvo una participación del 95.76% en el banco boliviano. En octubre de 2006, Grupo Santander, anunció la venta de todas sus participaciones al Banco Mercantil, que adquirió la marca Banco Santa Cruz de grupo Breca creando así una compañía nueva bajo el nombre de Banco Mercantil Santa Cruz S.A. La fusión de las dos compañías resultó en la creación del banco más grande de Bolivia.
Sus exejecutivos y exaccionistas invirtieron en el entonces Fondo Financiero Privado FASSIL, el desaparecido Banco Fassil.

### Absorción de Mutual La Paz y Los Andes ProCredit
Luego de que la Autoridad de Supervisión del Sistema Financiero (ASFI), le suspendiera la licencia a Mutual La Paz, Mercantil Santa Cruz se adjudicó su cartera de clientes, efectivamente absorbiendo a la institución. La absorción se efectuó por completo el 16 de mayo de 2016.
En ese mismo año, el 7 de octubre, el Banco Mercantil Santa Cruz anunció la adquisición del Banco Los Andes ProCredit, incursionando en el mundo de las PyMes. En ese momento, Mercantil Santa Cruz tenía un patrimonio de $us 219 millones, mientras que Los Andes ProCredit, un patrimonio de $us 86 millones.

## Negocio

### Administradora de Tarjetas de Crédito S.A. - Red Enlace
El Banco Mercantil Santa Cruz es accionista de la Administradora de Tarjetas de Crédito S.A. - Red Enlace, que es la empresa principal de servicios financieros en Bolivia que administra la red de pagos electrónicos más grande en el país.

### Torre Mercantil Santa Cruz
El 16 de enero de 2020, el Banco Mercantil Santa Cruz inauguró un edificio de 28 plantas en la ciudad de Santa Cruz de la Sierra tras una inversión de $55 millones de dólares. Como propietario principal del edificio, el Grupo Mercantil Santa Cruz ofrece espacios comerciales y plantas de oficinas en modo de arrendamiento. El Banco Mercantil Santa Cruz ocupará los dos subsuelos, la planta baja y ocho pisos de la torre mientras que otras empresas podrán alquilar desde media, una y  hasta cinco plantas en el edificio.

## Servicios
- Tarjeta de Débito: Visa Debit Classic[14] por la cual se puede comprar bienes y servicios en Internet con chip y contactless en tarjetas con la tecnología NFC
- Depósitos a Plazo Fijo.
- Tarjeta de Crédito: VISA[15] y MASTERCARD por la cual se puede comprar bienes y servicios en Internet con chip y contactless en tarjetas con la tecnología NFC

- Depósito a Plazo Fijo.
- Servicio de Automated Clearing House (ACH) o Cámara de Compensación Automatizada.
- Sorteos diarios y semanales por ser cliente del banco.
- Hipotecas.
- App del banco
- Hipotecas de vivienda social
- pago de bonos del estado
- pago de salarios
- Chequeras.

## Filiales

### Empresas del Grupo Mercantil Santa Cruz
El Banco Mercantil Santa Cruz a su vez es socio mayoritario, en cuatro empresas subsidiarias:
- Sociedad Administradora de Fondos de Inversión Mercantil Santa Cruz S.A.
- Mercantil Santa Cruz Agencia de Bolsa S.A.
- Universal Brokers S.A.
- Warrant Mercantil Santa Cruz S.A.